# 阮福昊 (宣王)
阮福昊（越南语：／，1739年12月27日—1760年4月4日）是越南的廣南阮氏第十一代領袖阮福暘之父，阮世宗阮福濶及左宮嬪張氏黄之庶九子。

## 生平
阮世宗曾封阮福昊為王世子，但他突然在1760年4月4日去世，封贈太保郡公，安葬在承天府香茶縣隆湖總隆湖社（今承天順化省香茶縣），並禁止歌唱一百天。中興初年，阮福映上諡號為孝宣王（越南语：／），祭祀於嘉定太廟第五案。
嘉隆三年（1804年），阮福映增諡為濬哲溫良英睿明達宣王（越南语：／），在承天府香茶縣隆湖總隆湖社建宣王祠祭祀。

## 腳注
1. ↑  《大南列傳前編》卷二作左宮嬪，《阮福族世譜》作右宮嬪。